# Apol·lònides de Cos
Apol·lònides de Cos (grec antic: Ἀπολλωνίδης) va ser un metge grec nascut a l'illa de Cos, que, com molts altres paisans seus, va estar al servei de la cort de Pèrsia sota Artaxerxes (464 aC-424 aC).
Allà va curar a Megabizos, cunyat del rei, d'una perillosa ferida, però després es va veure involucrat en un escàndol per les seves relacions sentimentals amb la dona de Megabizos, Amitis. El rei persa va entregar el metge a la seva mare, Amastris, que el va torturar durant dos mesos i al final, després de la mort de la seva filla, el va enterrar viu.